# Ramenopodjezični mišić
Ramenopodjezični mišić (lat. musculus omohyoideus) je mišić prednje strane vrata koji se sastoji od dva trbuha spojene intermedijarnom tetivom. Mišić inervira ogranak vratne petlje (lat. ansa cervicalis).

## Polaziše i hvatište
Mišić polazi s donjeg ruba jezične kosti prema dolje do intermedijarne tetive. Drugi trbuh počinje intermedijarnom tetivom, okomito na smjer prvog trbuha i hvata se na gornji rub lopatice.